# Nikołaj Gusarow (lotnik)
Nikołaj Michajłowicz Gusarow (ros. Николай Михайлович Гусаров, ur. 21 listopada?/4 grudnia 1914 we wsi Nowosiołki w guberni orłowskiej, zm. 3 września 1979 w m. Żeleznodorożnym) – radziecki pilot wojskowy, pułkownik lotnictwa, Bohater Związku Radzieckiego (1944).

## Życiorys
Od 1936 służył w Armii Czerwonej, w 1939 ukończył Kaczyńską Wojskową Wyższą Szkołę Lotniczą Pilotów, brał udział w zajmowaniu przez ZSRR zachodniej Ukrainy, czyli agresji na Polskę. Od czerwca 1941 walczył w wojnie z Niemcami, był nawigatorem 486 pułku lotnictwa myśliwskiego 279 Dywizji Lotnictwa Myśliwskiego 6 Korpusu Lotnictwa Myśliwskiego 16 Armii Powietrznej Frontu Białoruskiego w stopniu majora, do listopada 1943 wykonał 432 loty bojowe, w 69 walkach powietrznych zestrzelił osobiście 15 i w grupie 14 samolotów wroga. W 1949 ukończył wyższe kursy oficerskie, w 1955 w stopniu pułkownika został przeniesiony do rezerwy ze względu na stan zdrowia. Mieszkał w mieście Żeleznodorożnyj w obwodzie moskiewskim, gdzie zmarł i został pochowany.

## Odznaczenia
- Złota Gwiazda Bohatera Związku Radzieckiego (4 lutego 1944[1])
- Order Lenina (4 lutego 1944)
- Order Czerwonego Sztandaru (dwukrotnie – 5 listopada 1941 i 16 września 1943)
- Order Aleksandra Newskiego (18 stycznia 1945)
- Order Wojny Ojczyźnianej I klasy (11 czerwca 1945)
- Order Czerwonej Gwiazdy (dwukrotnie – 19 listopada 1951 i 22 lutego 1955)
- Medal „Za zasługi bojowe” (5 listopada 1946)

I medale.